# Signe Hasso
Signe Hasso, pseudonimo di Signe Eleonora Cecilia Larsson (Stoccolma, 15 agosto 1915 – Los Angeles, 7 giugno 2002), è stata un'attrice svedese naturalizzata statunitense.

## Biografia
Signe Hasso frequentò la scuola d'arte drammatica di Stoccolma e debuttò all'età di dodici anni al Teatro Reale Drammatico della capitale svedese. Per alcuni anni svolse un'intensa attività teatrale e iniziò la carriera cinematografica nel 1933, all'età di sedici anni, con il film Tystnadens hus (1933), diretto dal regista e operatore tedesco Harry Hasso, che in seguito sposò. Durante gli anni trenta si distinse tra le più celebri attrici svedesi, vincendo il Theatre League's De Wahl-stipendium nel 1935 e il Nordic nordiska Gosta Ekmanpriset nel 1939.
Nel 1940 si trasferì negli Stati Uniti e firmò un contratto con la RKO, che intendeva presentarla al pubblico americano come "la nuova Garbo", e successivamente con la MGM. La Hasso interpretò il ruolo di Mademoiselle nella commedia Il cielo può attendere (1943) di Ernst Lubitsch, cui seguirono alcune interpretazioni drammatiche, nelle quali mise in risalto la propria forte personalità, come nel film bellico La settima croce (1944), al fianco di Spencer Tracy, nell'avventuroso Onde insanguinate (1945), con George Raft, nel noir La casa della 92ª strada (1945) di Henry Hathaway, un poliziesco in cui è narrata la scoperta – da parte dell'FBI – di una rete tedesca di spionaggio a Yorktown, e nel dramma Doppia vita (1947) di George Cukor, accanto a Ronald Colman.
All'inizio degli anni cinquanta, la carriera cinematografica dell'attrice iniziò a declinare. Dopo diverse partecipazioni a show televisivi, la Hasso iniziò a dividere l'attività artistica tra il teatro a New York e il cinema in Svezia, dove interpretò il film di Ingmar Bergman Ciò non accadrebbe qui (1950). Verso la metà degli anni sessanta ritornò a Hollywood, dove recitò nel ruolo di Sister René nel thriller La bambola di pezza (1966), e apparve in alcune serie televisive come Bonanza (1963), Agenzia U.N.C.L.E. (1967) e Cannon (1971).
Dopo essere stata premiata dal Re di Svezia nel 1972 quale "Membro di prima classe" dell'Ordine di Vasa, una tra le massime onorificenze svedesi, la Hasso continuò a recitare anche negli anni settanta, comparendo nelle serie televisive Le strade di San Francisco (1974), Ellery Queen (1976), con il ruolo della tormentata Flora Schumann nell'episodio Il falco nero, Starsky & Hutch (1978), Magnum, P.I. (1981), Quincy (1982). Nel frattempo si dedicò con successo alla composizione, scrivendo canzoni e traducendo in inglese alcuni motivi folk svedesi. Autrice di racconti, nel 1977 pubblicò la novella Momo, ispirata alla propria infanzia trascorsa in Svezia. Nel 1979 uscì invece l'album Where the Sun Meets the Moon, composto di versioni arrangiate di popolari motivi svedesi. Lavorò ininterrottamente fino alla metà degli anni ottanta, comparendo ancora sul piccolo schermo in Saranno famosi (1982), Cuore e batticuore (1983) e Professione pericolo (1984). La sua ultima apparizione risale al 2001 in un documentario televisivo dedicato a Greta Garbo.

## Vita privata
Dopo il divorzio nel 1941 dal regista Harry Hasso (che aveva sposato nel 1933), l'attrice sposò William Langford, che morì nel 1955. Due anni più tardi la Hasso fu ulteriormente colpita dalla scomparsa dell'unico figlio, avuto dal matrimonio con Hasso, che morì in un incidente stradale.
L'attrice morì il 7 giugno 2002, a 86 anni, di cancro ai polmoni.

## Filmografia

### Cinema
- Tystnadens hus, regia di Rune Carlsten e Eric Malmberg (1933)
- Häxnatten, regia di Schamyl Bauman (1937)
- Gli amori di un'attrice (Karriär), regia di Schamyl Bauman (1938)
- Geld fällt vom Himmel, regia di Heinz Helbig (1938)
- Pengar från skyn, regia di Rune Carlsten (1938)
- Vicini al peccato (Vi två), regia di Schamyl Bauman (1939)
- Emelie Högqvist, regia di Gustaf Molander (1939)
- Il bastardo (Bastard), regia di Helge Lunde e Gösta Stevens (1940)
- Stål, regia di Per Lindberg (1940)
- Än en gång Gösta Ekman, regia di Schamyl Bauman (1940)
- Stora famnen, regia di Gustaf Edgren (1940)
- Vi tre, regia di Schamyl Bauman (1940)
- Den ljusnande framtid, regia di Gustaf Molander (1941)
- Il segreto del golfo (Assignment in Brittany), regia di Jack Conway (1943)
- Il cielo può attendere (Heaven Can Wait), regia di Ernst Lubitsch (1943)
- La storia del dottor Wassell (The Story of Dr. Wassell), regia di Cecil B. DeMille (1944)
- La settima croce (The Seventh Cross), regia di Fred Zinnemann (1944)
- Dangerous Partners, regia di Edward L. Cahn (1945)
- La casa della 92ª strada (The House on 92nd Street), regia di Henry Hathaway (1945)
- Onde insanguinate (Johnny Angel), regia di Edwin L. Marin (1945)
- Strange Triangle, regia di Ray McCarey (1946)
- Uno scandalo a Parigi (A Scandal in Paris), regia di Douglas Sirk (1946)
- La congiura di Barovia (Where There's Life), regia di Sidney Lanfield (1947)
- Doppia vita (A Double Life), regia di George Cukor (1947)
- Oppio (To the Ends of the Earth), regia di Robert Stevenson (1948)
- La gabbia di ferro (Outside the Wall), regia di Crane Wilbur (1950)
- La rivolta (Crisis), regia di Richard Brooks (1950)
- Ciò non accadrebbe qui (Sånt händer inte här), regia di Ingmar Bergman (1950)
- Maria Johanna, regia di Signe Hasso e Harry Hasso (1953) (solo regia)
- Taxi 13, regia di Börie Larsson (1954)
- Die Sonne von St. Moritz, regia di Arthur Maria Rabenalt (1954)
- Den underbara lögnen, regia di Schamyl Bauman e Mike Road (1955)
- La bambola di pezza (Picture Mommy Dead), regia di Bert I. Gordon (1966)
- Un rantolo nel buio (A Reflection of Fear), regia di William A. Fraker (1973)
- L'uccello tutto nero (The Black Bird), regia di David Giler (1975)
- I Never Promised You a Rose Garden, regia di Anthony Page (1977)
- One Hell of a Guy, regia di James David Pasternak (1998)

### Televisione
- Somerset Maugham TV Theatre – serie TV, episodio 1.24 (1951)
- The Ford Theatre Hour – serie TV, episodio 3x16 (1951)
- Celanese Theatre – serie TV, episodio 1x08 (1952)
- Lights Out – serie TV, episodio 4x25 (1952)
- Chesterfield Presents – serie TV, episodio 1x04 (1952)
- Suspense – serie TV, episodi 3x22-4x25 (1951-1952)
- Broadway Television Theatre – serie TV, episodio 2x06 (1952)
- Lux Video Theatre – serie TV, episodio 3x11 (1952)
- Justice – serie TV, episodio 1x11 (1954)
- Robert Montgomery Presents – serie TV, episodi 4x01-6x03-6x05 (1952-1954)
- Kraft Television Theatre – serie TV, episodi 8x10-9x01 (1954-1955)
- Tales of Hans Anderson – serie TV, episodi 1x02-1x03 (1955)
- Appointment with Adventure – serie TV, episodio 2x21 (1956)
- Star Tonight – serie TV, episodi 2x09-2x33 (1955-1956)
- Matinee Theatre – serie TV, episodio 1x142 (1956)
- Westinghouse Desilu Playhouse – serie TV, episodio 1x29 (1959)
- Play of the Week – serie TV, episodi 1x33-2x05 (1960)
- Scacco matto (Checkmate) – serie TV, episodio 2x19 (1962)
- Kraft Mystery Theater – serie TV, episodio 2x03 (1962)
- Route 66 – serie TV, episodi 2x30-3x01 (1962)
- Alcoa Premiere – serie TV, episodio 2x10 (1962)
- Bonanza – serie TV, episodio 4x23 (1963)
- The Outer Limits – serie TV, episodio 1x30 (1964)
- Il Calabrone Verde (The Green Hornet) – serie TV, episodio 1x03 (1966)
- Il ladro (T.H.E. Cat) – serie TV, episodio 1x02 (1966)
- Corri e scappa Buddy (Run Buddy Run) – serie TV, episodio 1x02 (1966)
- Polvere di stelle (Bob Hope Presents the Chrysler Theatre) – serie TV, episodi 4x15-4x16 (1967)
- Code Name: Heraclitus, regia di James Goldstone – film TV (1967)
- I sentieri del west (The Road West) – serie TV, episodio 1x22 (1967)
- Agenzia U.N.C.L.E. (The Girl from U.N.C.L.E.) – serie TV, episodio 1x27 (1967)
- Coronet Blue – serie TV, episodio 1x02 (1967)
- Los Angeles: ospedale nord (The Interns) – serie TV, episodio 1x16 (1971)
- Cannon – serie TV, episodio 1x07 (1971)
- Ghost Story – serie TV, episodio 1x07 (1972)
- Il mago (The Magician) – serie TV, episodio 1x0 (1973)
- Le strade di San Francisco (The Streets of San Francisco) – serie TV, episodio 2x16 (1974)
- Hawkins – serie TV, episodio 1x07 (1974)
- QB VII – serie TV, episodio 1x02 (1974)
- Shell Game, regia di Glenn Jordan – film TV (1975)
- Sherlock Holmes a New York (Sherlock Holmes in New York), regia di Boris Sagal – film TV (1976)
- Ellery Queen – serie TV, episodio 1x12 (1975)
- La città degli angeli (City of Angels) – serie TV, episodio 1x07 (1976)
- Ultimo indizio (Jigsaw John) – serie TV, episodio 1x10 (1976)
- Winner Take All, regia di Robert Day – film TV (1977)
- Starsky & Hutch – serie TV, episodio 3x14 (1978)
- Magnum, P.I. – serie TV, episodio 2x10 (1981)
- La camera oscura (Darkroom) – serie TV, episodio 1x08 (1981)
- Quincy (Quincy M.E.) – serie TV, episodio 7x18 (1982)
- Saranno famosi (Fame) – serie TV, episodio 1x15 (1982)
- Cuore e batticuore (Hart to Hart) – serie TV, episodio 4x21 (1983)
- Professione pericolo (The Fall Guy) – serie TV, episodio 4x07 (1984)
- Trapper John (Trapper John, M.D.) – serie TV, episodio 7x06 (1985)
- Evita Peron, regia di Marvin J. Chomsky – film TV (1985)
- Ritratto nello specchio (Mirrors), regia di Harry Winer – film TV (1985)

## Doppiatrici italiane
Nelle versioni in italiano delle opere in cui ha recitato, Signe Hasso è stata doppiata da:
- Tina Lattanzi ne La rivolta, Oppio e nel doppiaggio originale di Doppia vita
- Laura Carli ne Il cielo può attendere
- Dhia Cristiani ne La storia del dottor Wassell
- Rina Morelli ne La gabbia di ferro
- Wanda Tettoni in Un rantolo nel buio
- Germana Dominici in Ellery Queen
- Anna Miserocchi in Starsky & Hutch